# Grandreefite
La grandreefite è un minerale.